# Tom Ricketts (giocatore di football americano)
Tom Ricketts (Pittsburgh, 21 novembre 1966) è un ex giocatore di football americano statunitense che ha giocato nel ruolo di offensive tackle nella National Football League (NFL).
Al college giocò a football a Pittsburgh

## Carriera professionistica
Ricketts fu scelto come 24º assoluto nel Draft NFL 1989 dai Pittsburgh Steelers. Vi giocò per tre stagioni fino al 1991, dopo di che militò tra le file di Indianapolis Colts (1992), Kansas City Chiefs (1993) e New Orleans Saints (pre-stagione del 1994).

## Statistiche
| Partite             | 53 |
| Partite da titolare | 15 |